# Chlorophorus alboscutellatus
Chlorophorus alboscutellatus är en skalbaggsart som först beskrevs av Louis Alexandre Auguste Chevrolat 1863.  Chlorophorus alboscutellatus ingår i släktet Chlorophorus och familjen långhorningar. Inga underarter finns listade i Catalogue of Life.